# 히라세 리에
히라세 리에(平瀬りえ、1960년 10월 1일~)은 일본의 배우이다. 홋카이도 유바리시 출신. 시토류(일본어: 糸東流) 가라데 2단이다.

## 약력
고교 졸업 후, 삿포로 시에서 단기간 취직, 이후 상경.
패션 모델로 출발해서 영화 배우로 전향하여 1981년, 닛카쓰 로망 포르노 10주년 기념 신인 여우 콘테스트에서 우승, 주간 플레이보이의 그라비아 데뷔로 주목받았다.
극진회관과 JAC(Japan Action Club)의 도장을 다녔고 뛰어난 운동신경을 가진 액션파 여배우로 알려져 있다.

## 주요 출연작

### 영화
- 줌업 폭행백서(일본어: ズームアップ暴行白書)
- 세라복 감별소(일본어: セーラー服鑑別所)
- 코마쓰 미도리의 애교점(일본어: 小松みどりの好きぼくろ)
- OL감금(일본어: OL監禁)
- 메이크 업(일본어: メイク・アップ)

### TV
- 변장탐정II 살인귀의 빨간구두가 걷는다.(일본어: 変装探偵II 殺人鬼の赤い靴が歩く)
- 특수최전선(일본어: 特捜最前線)
- 서부경찰(일본어: 西部警察)
- 무타 형사관의 사건수첩(일본어: 牟田刑事官の事件簿)
- 우주형사 갸방(일본어: 宇宙刑事ギャバン)
- 신 행맨(더 행맨 II)(일본어: 新ハングマン(ザ・ハングマンII))
- 더 챌린저(일본어: ザ・チャレンジャー)
- 성운가면 머신맨(일본어: 星雲仮面マシンマン)

등

### 무대
- 일극 뮤직홀(일본어: 日劇ミュージックホール)출연 81년, 83년

### 비디오
- 카라데 언니(일본어: 空手のお姉さん)
- 리에의 매화(일본어: りえの昼顔)

등 다수

### 사진집
- 모닝 브레이크(일본어: モーニングブレーク)
- 사일런트 판타지아(일본어: サイレントファンタジア(동명의 비디오도 있음)

## 같이 보기
- 1982년 7월 23일, 테레비 아사히(일본어: テレビ朝日)를 통해 방영된 《우주형사 갸방》(일본어: 宇宙刑事ギャバン) 제18화 《공주님 컨테스트, 어기여차 용궁성》(일본어: 乙姫様コンテスト　ハチャメチャ竜宮城)편에 〈더블 걸〉역으로 출연